# Artur Roman Scheunert
Artur Roman Scheunert (ur. 30 marca 1871, zm. 14 kwietnia 1942 w Żyrardowie) – polski inżynier chemik.
Po ukończeniu szkoły w 1890 w Łodzi odbywał przez dwa lata praktykę w laboratorium chemicznym Zakładów Tekstylnych w Hilden nad Renem. W latach 1892–1896 studiował chemię przemysłową na politechnice w Moskwie. Następnie aż do 1921 pracował jako laborant chemiczny i kierownik w dużych zakładach bawełnianych w Moskwie. Po powrocie do kraju w 1922 podjął pracę jako chemik fabryczny w Zakładach Wyrobów Chemicznych Boruta w Zgierzu, w 1928 został kierownikiem technicznym. Z powodu sporu z właścicielami o profil produkcyjny zakładów, w czasie kryzysu w 1933 złożył dymisję i przeniósł się do Żyrardowa. Zatrudniono go tutaj jako konsultanta naukowego do spraw budowy nowego bielnika, jednego z najbardziej nowoczesnych w polskim przemyśle włókienniczym, później, prawdopodobnie od 1937, objął też kierownictwo z tytułem dyrektora. Stanowisko to utrzymał także przez pierwsze lata okupacji niemieckiej, mimo deklaracji polskości w ankiecie personalnej.